# Amorphinopsis subacerata
Amorphinopsis subacerata är en svampdjursart som först beskrevs av Ridley och Arthur Dendy 1886.  Amorphinopsis subacerata ingår i släktet Amorphinopsis och familjen Halichondriidae.
Artens utbredningsområde är Filippinerna. Inga underarter finns listade i Catalogue of Life.